# Michael Dahmen

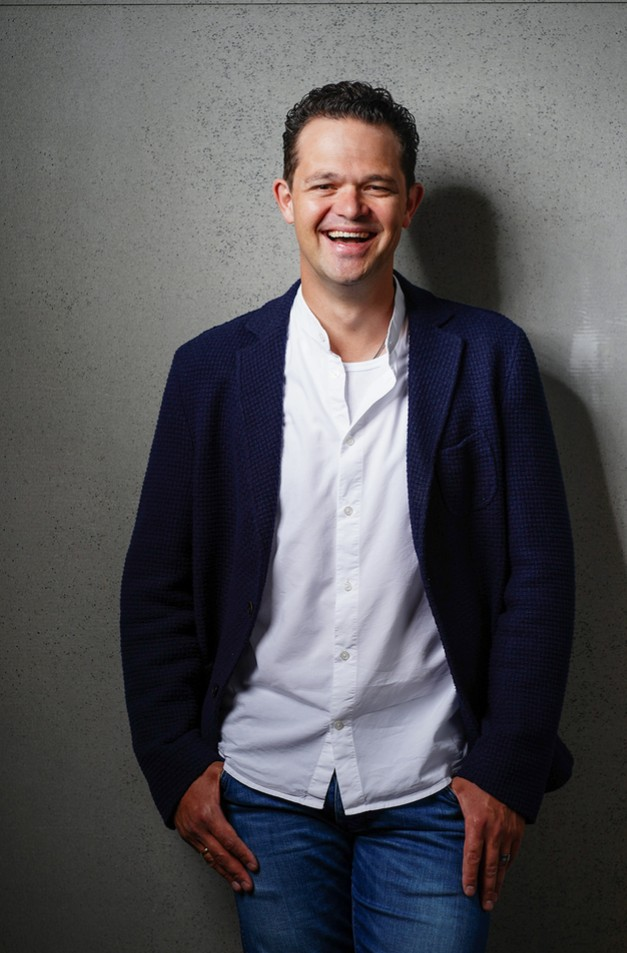
Michael Dahmen (2020)

Michael Dahmen (* 9. März 1981 in Linnich) ist ein deutscher Opern- und Konzertsänger mit der Stimmlage Bariton.

## Werdegang
Dahmen wuchs im ländlichen Jülicher Stadtteil Barmen auf. Nach dem Abitur am Gymnasium Haus Overbach und dem anschließenden Zivildienst in einem Jülicher Altenheim nahm er zunächst ein Lehramtsstudium an der Technischen Universität Dortmund (Musik und Englisch) auf. Seine Lehrer hier waren unter anderen Martin Geck, Michael Stegemann und Walter Grünzweig. Von 2004 bis 2005 absolvierte er zwei Auslandssemester am Hamilton College in Clinton, New York. Ab 2006 studierte Michael Dahmen an der Hochschule für Musik und Tanz Köln bei Christoph Prégardien.
Seit seiner Studienzeit trat Michael Dahmen als Opern- und Konzertsänger u. a. in Italien, der Schweiz, den Niederlanden, Frankreich, Brasilien und Mexiko auf.
Seine Konzerttätigkeit mit Christoph Prégardien, Michael Gees, Christophe Coin, den Dirigenten Gerhard Jenemann, Peter Neumann, Marcus Creed, Emil Tabakov, Steven Sloane, Heribert Beissel, Julia Jones und Hermann Bäumer ist im Rundfunk und auf Tonträgern dokumentiert. Dahmen sang dabei in der Rudolf-Oetker-Halle in Bielefeld, der Beethovenhalle in Bonn, im Konzerthaus Dortmund, dem Kleinen und Großen Sendesaal im WDR-Funkhaus sowie der Kölner Philharmonie.
Dahmens Diskographie umfasst u. a. Robert Schumanns Der Rose Pilgerfahrt (Carus) oder die Weltersteinspielung einiger Lieder von Johann Benjamin Groß (LaBorie).
Auf der Opernbühne arbeitete er mit den Regisseuren Igor Folwill, Pierre Audi, Roland Schwab, Elisabeth Stöppler, Alexander von Pfeil und Altmeister Dietrich Hilsdorf und wurde von Kritikern der Fachzeitschrift theater pur mehrfach zum „Nachwuchssänger NRW“ nominiert. Er verkörperte Opernpartien wie Papageno (Die Zauberflöte), Conte d’Almaviva (Le nozze di Figaro) oder Zar Peter in Lortzings Zar und Zimmermann, Operettencharaktere wie Dr. Falke in Strauss’ Die Fledermaus oder Dr. Siedler in Benatzkys Im weißen Rößl und erarbeitete im Bereich der Neuen Musik die Rolle des Paul in Philip Glass’ Les enfants terribles sowie im April 2012 die Titelpartie in der Uraufführung von Sidney Corbetts Oper Ubu, für die er mit dem Gelsenkirchener Theaterpreis 2012 ausgezeichnet wurde.
Besondere Aufmerksamkeit bei Publikum und Presse erlangte er durch seine Verkörperung des Grafen Danilo Danilowitsch in Franz Lehárs Operette Die lustige Witwe.
Eine intensive und langjährige künstlerische Beziehung verbindet Dahmen mit seinem Liedbegleiter Christoph Schnackertz. Das Duo wurde im November 2010 bei den WDR 3 Open Auditions vorstellig und wurde seither mehrfach für Beiträge im Hörfunkprogramm von WDR 3 engagiert, so z. B. für die Oster-Schubertiade 2012 und für Hugo Wolfs Italienisches Liederbuch (gemeinsam mit der Sopranistin Anna Lucia Richter). Im Sommer 2013 folgte die Ersteinspielung der Heine-Lieder von Richard Farber, im Frühjahr 2015 ein Liederabend im Rahmen der Kammerkonzerte NRW, Johannes Brahms Die schöne Magelone, mit Klaus Brantzen als Sprecher, im Frühjahr 2017.
Dahmen war Gast beim Internationalen Bachfest Schaffhausen, beim Beethovenfest Bonn, beim Festival Mitte Europas oder bei der Ruhrtriennale, wo er im Herbst 2010 bei der Welturaufführung von Hans Werner Henzes Gisela! den Hanspeter sang. Im November 2017 führte ihn eine Reise mit Konzerten und Meisterklassen erstmals nach Israel. Begleitet von dem israelischen Pianisten Timor Shapira trat er unter anderem in der Hebräischen Universität Jerusalem auf.
Michael Dahmen stand von 2011 bis 2018 am Musiktheater im Revier (MiR) in Gelsenkirchen unter Vertrag, als Gast oder als Einspringer sang er am Theater Solingen/Remscheid (Masetto in Don Giovanni 2009), am Theater Hagen (in Purcells The Fairy-Queen 2010), am Theater Osnabrück (Schaunard in La Bohème, Spielzeit 2013/14), an der Staatsoper Hannover (Harry Easter in Street Scene von Kurt Weill 2013) und am Theater Dortmund (Graf Almaviva in Le nozze di Figaro 2016). Mit der Rolle des Gunther in Oscar Straus’ Operette Die lustigen Nibelungen debütierte Dahmen ab Dezember 2017 am Badischen Staatstheater Karlsruhe. In derselben Spielzeit wurde er eingeladen, dort auch den Papageno zu singen und in Carl Orffs Carmina burana aufzutreten.
Seit der Spielzeit 2018/2019 gehört der Bariton dem Ensemble des Staatstheater Mainz an, wo er im November 2018 erstmals als Albert in der deutschen szenischen Erstaufführung von Paul Abrahams Lustspieloperette Märchen im Grand-Hotel auf der Bühne stand.
Bemerkenswert war seine Teilnahme als einziger verbliebener Sänger in der Produktion Beethoven – Ein Geisterspiel, die am 14. Juni 2020 Premiere im Fernsehprogramm von 3sat hatte. Diese Mockumentary entstand aus dem Konzept eines großen Bühnenabends zum Beethoven-Jahr 2020, das unter Einfluss der Maßnahmen zur Eindämmung des Coronavirus umgeschrieben wurde.
Im Juli 2022 gab Michael Dahmen bekannt, das Theater verlassen zu wollen, um seine Lehrerausbildung abzuschließen.

## Auszeichnungen
- 2005: Nelson Clark Dale, Jr Prize in Music[8]
- 2007: Finalist im Liedwettbewerb der Dr.-Kirschbaum-Stiftung, Köln
- 2008: Stipendium des Richard-Wagner-Verbandes Dortmund
- 2012: Gelsenkirchener Theaterpreis

## Diskographie
- Robert Schumann: Der Rose Pilgerfahrt (Carus)
- Georg Friedrich Händel: Brockes-Passion (Carus)
- Johann Benjamin Groß: Bal(l)ade romantique – Kammermusik und Lieder (LaBorie)